# Gaussian
Gaussian est un logiciel de chimie numérique, créé à l'origine par John Pople et sorti en 1970 (Gaussian 70

). Il a été depuis sans cesse mis à jour,. Le nom vient de l'utilisation par Pople d'orbitales gaussiennes pour accélérer le calcul par rapport aux logiciels utilisant des orbitales de Slater. Ceci a facilité le développement de la chimie numérique, en particulier les méthodes ab initio comme Hartree-Fock. Les droits de Gaussian étaient initialement détenus par l'université Carnegie-Mellon, et plus tard par Gaussian, Inc.
Gaussian est rapidement devenu un programme de structure électronique très populaire et largement utilisé. 

## Méthodes disponibles
Selon le plus récent manuel de Gaussian, Gaussian peut calculer :
- Mécanique moléculaire.
  - AMBER.
  - champs de force Uff.
  - champs de force DREIDING.
- Calculs semi-empiriques.
  - AM1, PM3 (en), CNDO/2, INDO, MINDO/3, MNDO.
- méthodes SCF :
  - RHF, UHF, et ROHF.
- Théorie de la perturbation de Møller-Plesset (MP2, MP3, MP4, MP5).
- Méthodes DFT.
  - B3LYP et autres fonctionnelles hybrides.
  - fonctionnelles d'échange : PBE, MPW, PW91, Slater, X-alpha, Gill96, TPSS.
  - fonctionnelles de corrélation : PBE, TPSS, VWN, PW91, LYP, PL, P86, B95.
- ONIOM (méthode QM/MM).
- calculs MCSCF.
- calculs Cluster couplé.
- méthodes QCI (en).
- méthodes composites : CBS-QB3, CBS-4, CBS-Q, CBS-Q/APNO, G1, G2, G3, W1 méthodes haute précision.

## Sorties majeures
Gaussian70, Gaussian76, Gaussian77, Gaussian78, Gaussian80, Gaussian82, Gaussian83, Gaussian85, Gaussian86, Gaussian88, Gaussian90, Gaussian 92, Gaussian93, Gaussian 94, Gaussian95, Gaussian96, Gaussian 98, Gaussian 03, Gaussian 09, Gaussian 16

## Controverses sur la licence
Certains termes de la licence imposés par Gaussian, Inc. ont créé une controverse par le passé : la licence stipule que les chercheurs qui développent des logiciels concurrents n'ont pas le droit d'utiliser le logiciel, et qu'il n'est pas permis de publier des informations concernant les performances du logiciel (en particulier la durée des calculs). Certains chercheurs considèrent que ces conditions sont abusives. Le groupe anonyme bannedbygaussian.org a publié une liste de scientifiques prétendant être interdits d'utilisation du logiciel Gaussian. Ces assertions ont également été formulées par Jim Giles en 2004 dans le journal Nature. La controverse a également été relevée par Chemical and Engineering News dès 1999,,, et en 2000, le comité scientifique de la World Association of Theoretically Oriented Chemists (WATOC) a fait un référendum parmi ses membres exécutifs sur ce sujet, une majorité (23 sur 28) approuvant l'opposition à ce type de licences restrictives
Gaussian, Inc. conteste l'exactitude de ces allégations sur sa politique et ses actions, relevant que toutes les institutions mentionnées ont des licences accessibles à tous sauf aux chercheurs concurrents. Ils déclarent également[réf. nécessaire] que le fait de refuser des licences aux concurrents est une pratique habituelle dans l'industrie du logiciel, et que des membres de la communauté collaborant avec  Gaussian se sont eux aussi vu refuser des licences pour des logiciels concurrents.